# 13564 Kodomomiraikan
13564 Kodomomiraikan è un asteroide della fascia principale. Scoperto nel 1992, presenta un'orbita caratterizzata da un semiasse maggiore pari a 2,2394050 UA e da un'eccentricità di 0,1598564, inclinata di 3,56716° rispetto all'eclittica.